# Phil Flanigan
Phil Flanigan (* 28. Juni 1956 in Geneva (New York)) ist ein US-amerikanischer Jazzmusiker (Kontrabass, auch Cello, Gitarre).

## Leben und Wirken
Flanigan begann zunächst Piano, Posaune und Gitarre zu spielen, bevor er zum Kontrabass wechselte. Er studierte Kontrabass an der Eastman School of Music bei Oscar Zimmerman, anschließend am New England Conservatory. In dieser Zeit spielte er am Wochenende mit Jazzbands in Providence und lernte dabei 1976 die Jazzmusiker Scott Hamilton und Chris Flory kennen. Kurze Zeit war er 1979 Mitglied im Widespread Depression Orchestra; nach seinem Umzug nach New York City arbeitete er ab den 1980er-Jahren als freischaffender Musiker. Er trat im Club Eddie Condon’s auf und spielte u. a. mit Benny Goodman, Scott Hamilton, Bob Wilber, Eiji Kitamura, Butch Miles und Warren Vaché, zu hören auf dem Trioalbum Midtown Jazz (Concord Jazz 1982), mit Vaché und John Bunch
Mit dem Scott-Hamilton-Quintet tourte Flanigan in Europa und Japan, nahm für Concord Jazz auf und hatte Gelegenheit, bei den Auftritten der Band in Eddie Condon’s mit Gastsolisten wie Illinois Jacquet, Jimmy Rowles, Tommy Flanagan und Ruby Braff zu spielen. In dieser Zeit arbeitete er außerdem mit Roy Eldridge (mit dem er in Club Jimmy Ryan’s auftrat) und im Condon’s als Mitglied der Hausband mit Ed Polcer, Jack Maheu, Connie Kay und Vic Dickenson. In seiner Zeit in New York City spielte er außerdem mit Swing- und Bop-Veteranen wie Jo Jones, Tiny Grimes, Johnny Griffin, Hank Jones und Sonny Greer. Seit 1989 lebt er in Fort Lauderdale, Florida; dort arbeitete er u. a. mit Eddie Higgins, Dr. Lonnie Smith, Ira Sullivan und Allan Vaché. Unter eigenem Namen entstand 1994 das Album New York Toast (Philophile), eingespielt in Quartett-Besetzung mit Todd Delgiudice, Roger Wilder und Duffy Jackson. Im Bereich des Jazz war er zwischen 1977 und 2011 an 108 Aufnahmesessions beteiligt, außer den Genannten mit Harry Allen, John Allred, Rosemary Clooney, Johnny Griffin, Kenny Davern, Howard Alden, George Masso, Jerry Jerome, Michiko Ogawa, Brian Ogilvie, John Sheridan/Rebecca Kilgore und mit Ralph Sutton/Johnny Varro. Er spielt im Quartett The Big Four, gewidmet der Musik von Muggsy Spanier und Sidney Bechet.

## Diskographische Hinweise
- John Bunch With Phil Flanigan: Struttin’ (Arbors, 1995)
- Hanna Richardson and Phil Flanigan: Simply ... With Spirit (Arbors Records, 2004), mit Chris Flory, Bob Sneider, Johnny Frigo, Mike Melito

## Lexikalischer Wintrag
- Ian Carr, Brian Priestley, Digby Fairweather (Hrsg.): Rough Guide Jazz. London 2004, ISBN 1-85828-137-7.